# Horațiu Giurgiu
Horațiu Giurgiu (n. 23 mai 1938, Bilbor, România – d. 28 martie 2024) a fost un jucător român de baschet, ulterior antrenor.

## Biografie
Horațiu Giurgiu a jucat cel mai mult pentru Dinamo București cu care a cucerit 6 titluri de campion național, fiind și un important component al echipei naționale de baschet (170 selecții).
Giurgiu a început să practice jocul de baschet în 1951 la Târgu-Mureș, fiind elev în clasa a VII-a. Primele contacte cu baschetul le-a avut în timpul orelor de educație fizică, continuând apoi singur acasă. În curte erau două panouri de baschet la care Giurgiu arunca folosind mingi de tenis sau făcute din cârpe. Jocul favorit - pe care îl juca frecvent cu un prieten - se numea Ziță în Ardeal și este cunoscut și în ziua de azi sub numele "33". La școală, elevii jucau baschet motivați de o profesoară de chimie ce îndrăgea acest sport, beneficiind în cel mai bun caz de mingi de fotbal. În acei ani Horațiu nu a avut profesor de baschet, dar era nelipsit de la meciurile celor două echipe de Divizia A din oraș: Dinamo Târgu-Mureș și Progresul Târgu-Mureș. La aceste meciuri tânărul Giurgiu studia atât jucătorii mureșeni cât și pe cei de la echipele puternice venite în deplasare, exemplul cel mai bun fiind Mihai Nedeff de la CCA București, pe care Horațiu încerca să îl copieze în ce privește stilul de joc. Cei doi au fost prieteni buni, fiind deseori întâlniți la partidele disputate în Sala Lucian Grigorescu. Un alt model a fost Emanoil Răducanu de la Dinamo București.
Giurgiu a jucat pentru prima dată baschet organizat la Voința Târgu-Mureș, la 17 ani. Cu o înălțime de 1.94 metri, el a format un tandem valoros cu Mitelman Izidor. Împreună au condus Voința Târgu-Mureș spre finala Campionatului Național de juniori. În acest timp, Giurgiu făcea parte și din echipa divizionară B Voința Târgu-Mureș. A fost remarcat de antrenori și propus de către FRB într-o tabără centralizată de juniori ce a avut loc la Râmnicu-Vâlcea. Din cei 66 de jucători chemați, Horațiu Giurgiu și Izidor Mitelman au fost selecționați între primii 15 juniori ai țării.
După terminarea junioratului, în 1958, Horațiu Giurgiu a ales drumul Oradei, având ocazia să-și satisfacă serviciul militar în timp ce evolua pentru Dinamo Oradea, cu care a obținut un loc IV. Atunci a fost selecționat în echipa națională de tineret, cu care a cucerit locul III la Festivalul Tineretului și Studenților de la Viena din 1959.

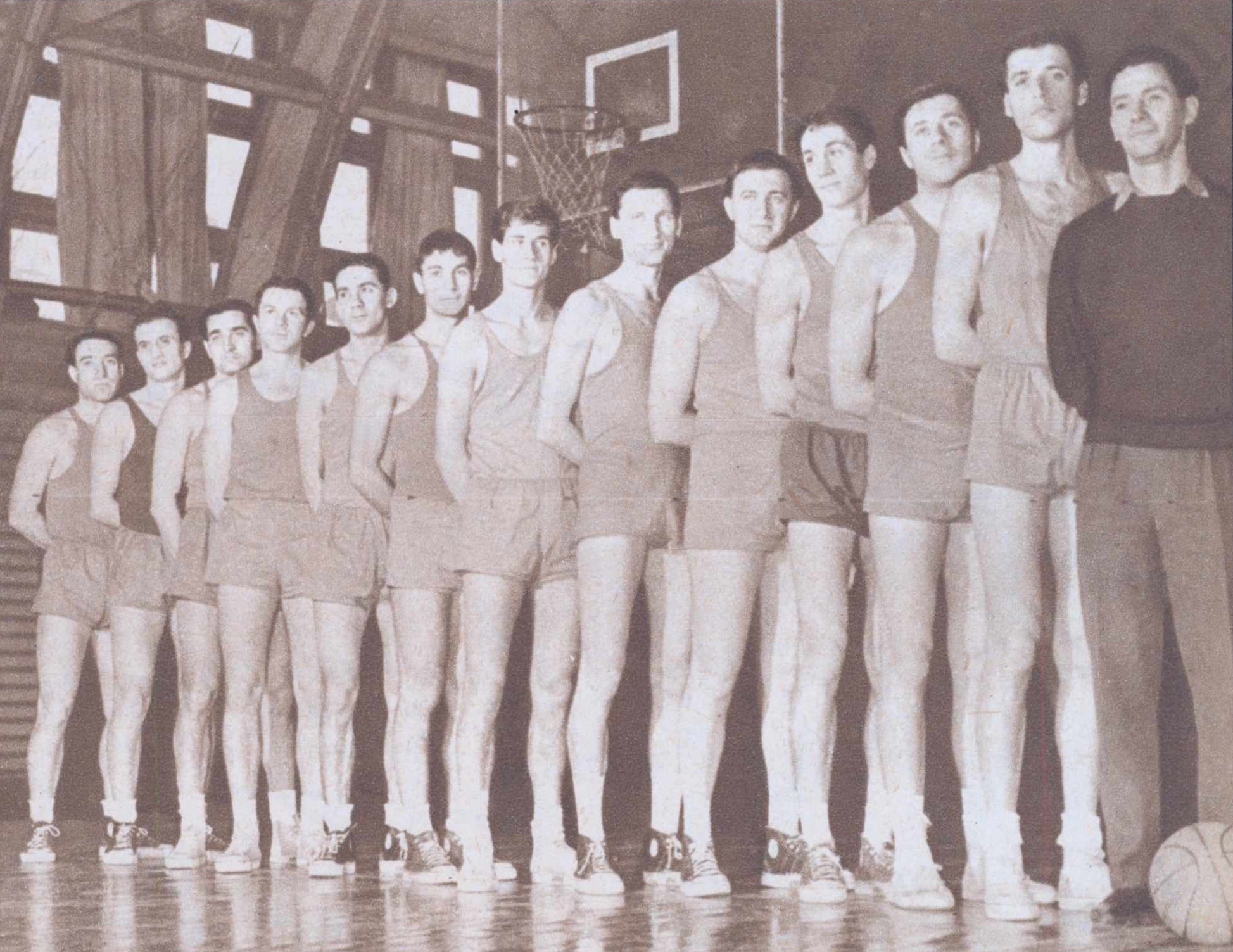
Dinamo București în 1965

După doi ani petrecuți la Oradea, Giurgiu a venit în capitala țării pentru a petrece 11 sezoane la echipa la care a cunoscut gloria: Dinamo București. Între 1960 și 1971, Giurgiu a cucerit 6 titluri de campion, în anii: 1964-1965, 1966-1967, 1967-1968, 1968-1969, 1970-1971, 1971-1972. În această perioadă Giurgiu a fost selecționat în echipa națională de seniori, cu care a participat la Campionate Europene și turnee internaționale, totalizând peste 80 de partide. Tot în perioada dinamovistă, când a disputat peste 90 de meciuri în cupele europene, a obținut titlul de Maestru al Sportului.
După cei 11 ani petrecuți la Dinamo București, Giurgiu a mai evoluat timp de 2 ani la Voința București, gest regretat astăzi.
Horațiu Giurgiu a absolvit IEFS în 1971, devenind profesor de educație fizică, având ca specializare principală baschetul și tenisul de câmp ca specializare secundară. Începând din 1975 antrenează copii și juniori la Casa Pionierilor din sectorul 3, timp de 9 ani. În anul 1979 devine antrenor categoria I-a și începe colaborarea cu Clubul Sportiv Dinamo București, echipele cu care participa în competiții numindu-se C.P. 3 Dinamo. Tot din 1979 este antrenor la loturile naționale de cadeți și juniori până în 1995. În 1984 întrerupe colaborările cu C.S. Dinamo București și Casa Pionierilor și trece cu toți copiii la C.S.Ș.4, unde colaborează cu Liviu Călin și Dan Săndulache. În 1999 iese la pensie ca profesor de educație fizică și devine antrenor al echipei Granitul București, cu care promovează din Divizia C locală și o menține pe locurile fruntașe din Divizia B până în octombrie 2007. În 2006, cu ocazia a 75 de ani de la înființarea FRB, i s-a decernat titlul de Antrenor Emerit. În 2007 el a antrenat echipa de baschet Granitul București din Divizia B.

## Performanțe
Performanțe și nume sonore în campionatul de minibaschet al municipiului București: 
- 1979, Tulcea - Locul 1 la minibaschet I - Gherasim Tzachis, Cătălin Pintea, Bogdan Holt, Călin Marcu, Horațiu Dobre.
- 1980, Târgoviște - locul 1 la minibaschet I - Cătălin Pintea, Nicolae Popa, Horațiu Dobre, Bogdan Holt, Andrei Vizner, Virgil Miulescu.
- 1981, Târgu-Mureș - locul 1 la minibaschet I - Virgil Miulescu, Mihai Hălmăgeanu, Horia Cojocaru, Constantin Popa.
- 1982, Arad - locul 1 la minibaschet I - Constantin Popa, Cristian Dobre, Silviu Lazăr, Bogdan Stoian, Valentin Nidelea, Laurențiu Ciucurean.
- 1982, Arad - locul 1 la minibaschet II - Stoiciu Marian,Cornel Alecu, Călin Giorgiu, Răzvan Popescu, Gabriel Parepa, Adrian Constantinescu, Misa Alecu, Catalin Tiron, Cosmin Baleanu.

Performanțe ca antrenor al C.P. 3 Dinamo: 
- 1980, Constanța - locul 1 la juniori III
- 1983, Constanța - locul 3 la juniori III
- 1984, Focșani - locul 2 la juniori II

Performanțe și nume sonore ca antrenor al CSȘ4:
- 1981, Constanța - locul 1 la juniori III - Gherasim Tzachis, Cătălin Pintea, Andrei Vizner, Mihai Aurelian, Bogdan Holt.
- 1984, București - locul 1 la juniori I - Viorel Constantin, Alexandru Panaitescu, Gherasim Tzachis, Cătălin Pintea, Tiberiu Rist, Mihai Iacob, Bogdan Holt.
- 1984, Galați - locul 1 la juniori III - Constantin Popa, Silviu Lazăr, Cristian Dobre, Bogdan Stoian, Valentin Nidelea, Cosmin Preda.
- 1985, Constanța - locul 1 la juniori I - Gherasim Tzachis, Cătălin Pintea, Tiberiu Rist, Mihai Iacob, Bogdan Hold, Călin Marcu, Constantin Popa, Silviu Lazăr, Mihai Hălmăgeanu.
- 1985, Arad - locul 1 la juniori II - Cătălin Pintea, Mircea Ivanov, Constantin Popa.
- 1986, Oradea - locul 1 la juniori II - Constantin Popa, Silviu Lazăr, Bogdan Stoian, Cristian Dobre, Daniel Constantinescu, Aurel Rădulescu, Valentin Nidelea.
- 1987, Oradea locul 1 la juniori I - Virgil Miulescu, Constantin Popa, Mihai Hălmăgeanu, Horea Cojocaru, Silviu Lazăr, Bogdan Stoian, Cristian Dobre.
- 1988, Târgoviște - locul 1 la juniori I - Constantin Popa, Silviu Lazăr, Bogdan Stoian, Cristian Dobre, Daniel Constantinescu, Valentin Nidelea, Cristian Constantinescu, Mihail Alecu, Cosmin Preda, Laurențiu Ciucurean.
- 1993, Dej - locul 1 la juniori III- Silviu Anton, Valentin Sârbu, Bogdan Hălălău.
- 1995, București - locul 1 la juniori II - Silviu Anton, Tudor Niculescu, Nicolae Chiran, Marius Gherman, Cristian Râmboiu, Teodor Popescu.
- 1996, București - locul 1 la juniori I - Uche Iheadindu, Silviu Anton, Tudor Niculescu, Mihai Gherman.

Palmares total ca antrenor de juniori: 
- juniori I - 5 titluri
- juniori II - 3 titluri
- juniori III - 3 titluri
- minibaschet - 5 titluri

Sportivi proveniți de la Horațiu Giurgiu ce au jucat apoi în Divizia A: 
- Constantin Popa (Dinamo, Soced)
- Uche Iheadindu (Sportul Studențesc, Soced, Rompetrol, Dinamo, "U" Mobitelco Cluj
- Gherasim Tzachis (Dinamo, Soced)
- Cătălin Pintea (Steaua)
- Bogdan Holt (Rapid, Steaua)
- Virgil Miulescu (Ploiești)
- Cristian Dobre (Soced)
- Mihai Hălmăgeanu(Dinamo)
- Cornel Alecu (Sibiu)
- Silviu Lazăr (Soced, Steaua)
- Valentin Nidelea (Soced)
- Alexandru Ciucă (Soced)
- Silviu Anton (Soced, Dinamo)
- Aurel Rădulescu (Dinamo)
- Nicolae Chiran (Dinamo, Ploiești)
- Daniel Constantinescu ("U" Cluj)

Ca antrenor al echipei naționale de juniori a dus echipa în finala Campionatului European de baschet din 1996, disputat în Franța. Din acel lot se remarcă nume ca Paul Helcioiu, Bogdan Popescu, Flavius Lăpuște, Tudor Dumitrescu, Nicu Toader, dintre care majoritatea sunt componenți ai actualei echipe naționale de seniori.